# Adelaide Cabete
Adelaide Cabete (portuguès: Adelaide de Jesus Damas Brazão Cabette)  (Alcáçova, 25 de gener de 1867 - Lisboa, 14 de setembre de 1935) nom abreujat d'Adelaide de Jesus Damas Brazão Cabete va ser una de les principals feministes portugueses del segle xx. Republicana convençuda, va veure la llum durant la monarquia i va prendre part activa en la defensa i lluita per la implantació de la república que va poder arribar a conèixer. Va ser, a més, mèdica obstetra, ginecòloga, professora, maçona, publicista, benemèrita, pacifista, abolicionista, defensora dels animals, i humanista.
Va ser pionera en reivindicacions dels drets de la dona i, durant més de vint anys, va presidir el Conselho Nacional das Mulheres Portuguesas Arxivat 2016-10-30 a Wayback Machine., que amb gran capacitat va reclamar per a les dones el dret a un mes de descans abans del part i, el 1912, va reivindicar també el dret al vot femení, sent el 1933 la primera i única dona a votar a Luanda, on residia, la Constitució portuguesa de 1933. S'enquadra en el panorama de dones intel·lectuals de Portugal, a cavall de dos segles: Carolina Michaëlis de Vasconcelos (1851-1925), Alice Pestana (1860-1929), Maria Clara Correia Alves (1869-1948), Beatriz Paes Pinheiro de Lemos (1872-1922), Ana de Castro Osório (1872-1935), Albertina Paradís (1874-1954), Carolina Beatriz Ângelo (1877-1911), Maria Olga Morais Sarmento dona Silveira (1881-1948), Virgínia Guerra Quaresma (1882-1973), entre una llarga llista de dones portugueses amb un marcat perfil feminista, republicà i socialista.

## Biografia
D'origen humil i òrfena, era filla d'Ezequiel Duarte Brazão i de Balbina Dos Remédios Damas, començant a treballar en la recol·lecció de la prunera i treball de servei domèstic en llars riques d'elves.
Es va casar amb el sergent d'exèrcit, Manuel Fernández Cabete, republicà que l'ajudava en les tasques domèstiques, la va llançar a l'activisme republicà i feminista i li va encoratjar perquè estudiés. Ella, el 1889 als vint-i-dos anys va complir amb l'examen d'instrucció primària, i per 1894 conclouria el curs d'ensenyament media liceal.
El 1895 es van mudar a Lisboa on, a l'any següent, es va matricular en la "Escola Mèdic-Cirúgica", concloent amb trenta-dos anys, els cursos el 1900, defensant la tesi: Protecção às mulheres grávidas Pobres como meio de promover o Desenvolvimento físico das novas geraçõés (Protecció de dones pobres embarassades com un mitjà per promoure el desenvolupament físic de les noves generacions).
Es va perfeccionar en obstetrícia i ginecologia posseint consultori en la Baixa de Lisboa.
Republicana militant, tal com el seu marit, va participar activament en la propaganda que va antecedir al canvi de règim, el 5 d'octubre de 1910, quan escrivia contra els monàrquics i denota als jesuïtes i els seus ideals republicans, confirmats en la Lliga Republicana das Mulheres, a la qual va estar lligada, tenint ja llavors idees progressistes i summament avançades per a aquesta època, d'entre elles, va reivindicar per a les dones el dret al benefici d'un mes de descans abans del part. Alguns factors van modelar la seva vida pública en aquest moment, amb actes simbòlics de ciutadania com, per exemple, en 1910 amb dues companyes, cosint i brodant la bandera nacional hissada al moment de l'establiment de la República, en la Rotonda de Lisboa.
El 1912, va reivindicar el vot de les dones, amb unes altres també importants feministes, creant i integrant organitzacions feministes, en les quals va exercir diversos càrrecs, sent per més de vint anys Presidenta del Conselho Nacional dónes Mulheres Portugueses Arxivat 2016-10-30 a Wayback Machine., que fundés conjuntament amb altres feministes republicanes de renom i, amb elles també, van fundar la Lliga Portuguesa Abolicionista Arxivat 2012-01-21 a Wayback Machine., i les "Lligues de Bondade", organismes que també va tenir l'honor de dirigir per diversos períodes.
Va ser mèdica i professora de l'Institut Femení d'Odivelas (conegut popularment per meninas de Odivelas i tenint en 1911 l'apel·latiu d'Instituto Feminino de Educação i Trabalho) i regles d'aquestes disciplines d'Higiene i Puericultura (durant disset anys), a la Universitat Popular Portuguesa va dirigir un curs amb el mateix nom.
En la seva experiència de l'ensenyament es va caracteritzar per noves teories pedagògiques amb exemples pràctics, presentats en Congressos entre els quals els més importants van ser: Congresso Internacional dónes Ocupaçõés Domèstiques (Gand en 1913), Congresso Internacional Feminino de Roma (1923), Congresso do Conselho Internacional das Mulheres (Washington en 1925), Iº i IIº Congressos Feministes i Da Educação (1921 i 1928), Congressos Abolicionistas (1926 i 1929). En alguns, fins i tot va representar a l'estranger al govern portuguès.
Va escriure desenes d'articles de temàtica diversa, essencialment de caràcter mèdic–sanitari, manifestant molt freqüentment les seves preocupacions socials i presentant solucions i mesures profilàtiques de malalties i epidèmies, publicant sobre l'assumpte en les obres Papel que o Estudo da Puericultura, da Higiene Feminina, etc. Deve Desempenhar no Ensino Doméstico (1913), Protecção à Mulher Gràvida (1924) i A Luta Anti-Alcoólica nas Escolas (1924). També escrivia articles on demostrava les seves reivindicacions de caràcter feminista i, en aquest camp, fundaria i dirigiria la revista Ànima Feminina (entre 1920 i 1929) i va col·laborar amb nombroses publicacions periòdiques com: Educação; Educação Social; O Globo; A Mulher i a Criança; Pensamento; O Rebat.
Benemèrita va defensar sempre a les dones embarassades i pobres, les nenes, les prostitutes però, no obstant, era molt radical en matèria de decència femenina, mostrant-se contrària a la importació de la moda femenina, criticant les seves faldilles curtes i recomanant l'ús de la faldilla a uns pocs centímetres del pis.
Humanista va aplaudir el tancament de tavernes i es va manifestar en contra de la violència en les curses de braus, l'ús de joguines bèl·liques i altres qüestions que van resultar avantguardistes, aquests temes segueixen conservant la seva actualitat.
El 1929 va marxar amb el seu nebot Arnaldo Brazão cap a Luanda desil·lusionada amb la nova situació política del país amb la implantació de l'Estat Nou (Portugal) i després es van anar a Angola on es dedicaria sobretot a la medicina i on s'involucraria en polèmiques a causa de la seva defensa dels pobles originaris. El 1933 va ser la primera i única dona a exercir el sufragi i així votar en els comicis per la Constitució Portuguesa que instal·larà l'Estat Nou i a la qual s'oposava fèrriament, tornant en 1934 ja malalta i afeblida, ocorrent la seva defunció a Lisboa, precisament en la freguesia de São Sebastião da Pedreira el 14 de setembre de 1935.
Dona molt dinàmica, de fortísima personalitat i gran frontalidad, el seu dinamisme no li permetia dormir-se sobre els assoliments conquistats i la seva acció no es limitava a meres teories, sinó traduït a realitats pràctiques. Era coneguda per les seves connacionals com una persona afectuosa i amable, vestida amb un estil senzill i gens elaborat, era objectiva i de clar llenguatge, deixant per tot arreu una important labor.
Està sepultada en el Cementiri de l'Alto de São João, a Lisboa.

## Biografia masònica
Va ser iniciada l'1 de març de 1907 en la Lògia Femenina Humanidade (n. 276) del Ritu Escocès Antic i Acceptat i, a posteriori, del Ritu francès amb el nom simbòlic de Louise Michel en honor d'aquesta anarquista francesa, que va conservar i quan en aquelles oficines va treballar amb els auspicis del Gran Orient Lusità Unit fins a 1914, havent ascendit al grau 18è el 10 de juliol de 1911 per a després, entre 1920 i 1923, amb sortides successives i nous començaments a través del centre -malgrat diverses manifestacions de solidaritat per part d'algunes Lògies masculines- i, en 1923, aquesta Obediència retira la igualtat de tractament en ser exigit que la R∴L∴ Humanidade però es queda com a Lògia d'Adopció, això és, sense els plens drets que anteriorment tenia en mans d'igualtat amb les Lògies masculines.
Després d'aquest acte de despromoció, llavors ella que era Venerable Mestra de la R∴L∴ Humanidade (exclusivament femenina), es va retirar d'aquesta Lògia i va demanar al Suprem Consell Universal Mixt del "Droit humain" i de l'Ordre Masònica Mixta Internacional "Le Droit Humain" l'afiliació d'aquesta R∴L∴ el que va venir a passar a la fi d'aquest any de 1923, fundant la Federació Portuguesa de l'Ordre Masònica Mixta Internacional "Le Droit Humain" (El Dret Humà).
Zenith de París, 24 de maig de 1923 Era Vulgar
Jo, el sotasignat, Gran Maestre, President del Suprem Consell Mixt Internacional "Le Droit Humain", confereixo a la molt volguda i venerada cavallera Adelaide Cabete, 18, el poder de procedir a la instal·lació en l'Orient de Lisboa (Portugal) de la Respectable Lògia "Le Droit Humain" n. 776 "Humanidade".
Traducció d'un extracte de la carta publicada d'Autorització de la Lògia Humanidade
Després d'aquesta ruptura, amb la seva admissió en l'Ordre Masònica Mixta Internacional - "Le Droit Humain", Adelaide Cabete en conjunt amb altres Germans i Germanes, i sempre lluitant amb dificultats per complir amb el lloc de reunió però tenaçment perseguia l'objectiu de crear una Federació autònoma a Portugal creant almenys altres tres Lògies, a saber: R∴L∴ "Humanidade" en l'Orient de Lisboa; R∴L∴ "Fiat lux" també en l'Orient de Lisboa; R∴L∴ "Trindade Leitão" a Orient d'Alcobaça i, almenys, dos Triangles masònics:
- El Triangle "Solidariedade", en l'Orient de Beja.
- L'"Amaia", en l'Orient de Portalegre.

A més, dues R∴L∴ d'Alts Graus Masònics del R.I.A.A.:
- Un Capítol "Humanidade".
- Un Areòpag "Teixeira Simõés" tots dos a l'Orient de Lisboa, donant així origen a la Jurisdicció Portuguesa de la qual va ser Presidenta fins a 1935 i, inherentment Venerable Mestra de l'Areópag "Teixeira Simõés", arribant al 20è Grau.

## Altres publicacions
- 1908. “A Mulher i a religião”. Almanach Democràtic, 22-23.
- 1908. “A Tribuna Feminina: Protecção às mulheres gràvides pobres”. A Republica, 12 de setembre.
- 1925. “Amamentação Maternal”. Ànima Feminina 3, jul-set. 19-22.
- 1928. “O ensino dona puericultura na escola infantil”. Ànima Feminina, març-abril. 10-13.
- 1929. “Eugénica i Eugenética”. Tesi presentada al segon Congrés Nacional Abolicionista, Lisboa. [Artegráfica, 1].
- 1931. “Selecção Humana”. Ànima Feminina 3, 4, març i abril; 5 i 6, maig-juny, 20-22; 7 i 8, juliol-agost, 27-28.